# رون کینگ ثور
رون کینگ ثور (به انگلیسی: rune king thor) این شخصیت توسط (دن جورجنز) خلق شده و طراح او (جان رومیتا جی آر) اولین بار در (شماره ۸۰)از کمیک‌های ثور حضور پیدا کرد که توانسته باقطع کردن رشته‌های سرنوشت سایه نشینان بالا رو نابود کنه.

## داستان
زمانی که اوضاع بدی در آزگارد به وجود می‌آید وثور به قدرت بیشتری برای مقابله بادشمنانش نیاز پیدا می‌کند، ثور به پیش درخت زندگی می‌رود و هردو چشمش رو در چشمه میرمیر می‌اندازد وچشمه می‌جوشد و بالا می‌آید و ثور از آب چشمه می‌نوشد، بعد از آن او تا حد مرگ خودش را از درخت زندگی آویزان می‌کند تا اینکه بعد از آن به قدرت زیادی دست پیدا می‌کند، سپس رون کینگ ثور رشته‌های سرنوشت رو قطع می‌کند که بهمراه آن سایه نشینان بالا نیز نابود می‌شوند و چرخه رگناروگ رو را متوقف می‌کند.
شایعات:بسیاری بر این باورند آن سایه نشینان بالا بیاندر هستند در حالی که اصلا نیست از طرفی رون کینگ ثور تنها منبع قدرت سایه نشینان بالا رو زده نه خود سایه نشینان بالا رو ولی همین زدن منبع سایه نشینان بالا باعث کشتن سایه نشینان بالا میشه و اگر هم سایه نشینان بالا بیاندر باشند رون کینگ ثور فقط منبع آنان را زده و اصلا در حد دادگاه زندگی نیست

## توانایی‌ها و قدرت‌ها
پادشاه ثور برخلاف پدرش اودین هر دو چشم خود را قربانی کرد، پادشاه ثور خود را مانند پدرش اودین پیش از خود آویخت، اما بر خلاف او، این کار را تا حد مرگ انجام داد. هنگامی که در قلمرو هلا قرار گرفت، او از خود مرگ سرپیچی کرد، نیروی اودین را بدست آورد و خود را از رونز دوباره متولد کرد تا کاملاً جاودانه شود، پس از یادگیری رونز و نوشیدن آب از چاه میمیر، رون کینگ ثور تقریباً آگاه می‌شود و تقریباً آگاهی پیدا می‌کند، و همه جنبه‌های واقعیت را از سطح کوانتوم گرفته تا ساختارهای کیهانی می‌بیند، بدون زحمت مانگوگ درگیر را با یک دست متوقف می‌کند، که قادر به تأثیرگذاری بر روی پرونده‌های زورگویی او نیست، و پس از آن با یک فکر او را از وجود پاک می‌کند، پس از آن، ثور در حالی که هنوز او را (لوکی) زنده نگه داشت، سر لوکی را از بدن جدا کرد، بااینحال رون کینگ ثور ضعیفتراز شخصیت‌هایی مانند، یکی بالاتر از همه|والای همگان یکی پایین همگان، دادگاه زندگی، اترنیتی، اینفینیتی، بیاندر، فالکرام، پروتج وچندین شخصیت دیگر است.